# Championnat d'Israël de football 1953-1954
Navigation
Championnat d'Israël 1951-1952 Championnat d'Israël 1954-1955
Le Championnat d'Israël de football 1953-1954 est la 3e édition de ce championnat.

## Classement[1]
| Rang | Équipe               | Pts | J  | G  | N | P  | Bp | Bc | Diff |
| ---- | -------------------- | --- | -- | -- | - | -- | -- | -- | ---- |
| 1    | Maccabi Tel-Aviv     | 38  | 22 | 16 | 6 | 0  | 59 | 11 | +48  |
| 2    | Maccabi Petah-Tikvah | 32  | 22 | 13 | 6 | 3  | 51 | 21 | +30  |
| 3    | Hapoël Petah-Tikvah  | 27  | 22 | 12 | 3 | 7  | 55 | 25 | +30  |
| 4    | Hapoël Tel-Aviv      | 25  | 22 | 9  | 7 | 6  | 35 | 18 | +17  |
| 5    | Maccabi Rehovot      | 21  | 22 | 6  | 9 | 7  | 30 | 33 | -3   |
| 6    | Hapoël Ramat-Gan     | 20  | 22 | 8  | 4 | 10 | 31 | 35 | -4   |
| 7    | Maccabi Netanya      | 19  | 22 | 7  | 5 | 10 | 23 | 36 | -13  |
| 8    | Maccabi Haïfa        | 19  | 22 | 8  | 3 | 11 | 25 | 52 | -27  |
| 9    | Hapoël Haïfa         | 18  | 22 | 7  | 4 | 11 | 26 | 37 | -11  |
| 10   | Hapoël Kfar Sabah    | 17  | 22 | 8  | 1 | 13 | 27 | 38 | -11  |
| 11   | Beitar Tel-Aviv      | 17  | 22 | 7  | 3 | 12 | 23 | 42 | -19  |
| 12   | Hapoël Balfuria      | 11  | 22 | 4  | 3 | 15 | 20 | 57 | -37  |

|  | Champion |
|  | Relégué  |

## Bilan de la saison
| Tableau d'Honneur                |                  |
| Compétition                      | Vainqueur        |
| Championnat d'Israël de football | Maccabi Tel-Aviv |
| Coupe d'Israël de football       | Maccabi Tel-Aviv |

| Promotions et relégations |                               |
| Relégués en Liga Leumit   | aucun                         |
| Promus en Ligat ha'Al     | Hapoël Hadera Betar Jérusalem |